# ホームルーム
ホームルームは、日本の初等教育または中等教育過程の学校の中で、在籍者がほとんどの科目の授業で使われる教室のことであり、普通は各学級用に確保されている。また、この意味から転じて、学校における在籍者の基礎的な生活集団のことを指すこともある。また最近では担任と生徒の交流の時間を指すことがある。ホームルームにも種類があり、LHR(ロングホームルーム)とSHR(ショートホームルーム。朝礼・終礼の別名)などがある。それぞれ担任と生徒の交流や話し合い、また総合学習に使われる。

## 概要
日本では小学校から高等学校までの教育課程の学校の在籍者は多くの時間を同一の教室で過ごすことが多く、その教室をホームルーム（ホーム教室）という。
ただし、理科では理科室、音楽科では音楽室、美術科では美術室、体育科では体育館や屋外施設（プールや校庭など）を使うなど、特別教室を使うことがある。
また、学校施設の設計や各学校の教育方法などに基づいて、このような形に該当しない教育を行っている学校もある。
選択科目の比率が高い場合などでは、教室移動が多いことなどにより、あまり多くの時間を同一の教室で過ごさないこともある。このようなときは、教育相談を行うために在籍者の小規模の集団を学校側の指示で作ることが多い。このような集団のことをホームルームと呼ぶこともある。